# Nordmalings oberoende parti
Nordmalings oberoende parti (NOP) var ett politiskt parti registrerat för val till kommunfullmäktige i Nordmalings kommun. Partiet ställde upp i kommunfullmäktigevalen åren 1988 till 1998.